# Campeonato Matogrossense 2023
El Campeonato Matogrossense de Fútbol 2023 fue la 81.ª edición de la primera división de fútbol del estado de Mato Grosso. El torneo fue organizado por la Federação Mato-Grossense de Futebol (FMF). El torneo comenzó el 21 de enero y finalizó el 8 de abril.
Cuiabá se consagró tricampeón consecutivo tras vencer en los partidos de ida y vuelta de la final a União Rondonópolis, al igual que el año pasado, consiguiendo así su título estatal número 12.

## Sistema de juego[2]

### Primera fase
Los 10 equipos se enfrentan en modalidad de todos contra todos a una sola rueda. Culminadas las nueve fechas, los seis primeros clasifican a la segunda fase, los dos primeros puestos acceden directamente a la semifinal, mientras que los otros cuatro restantes juegan una ronda previa. Los dos últimos posicionados descenderán a Segunda División.

### Segunda fase
- Ronda previa: Los enfrentamientos se emparejan con respecto al puntaje de la primera fase, de la siguiente forma:
  - 3.º vs. 6.º
  - 4.º vs. 5.º

- Semifinales: Los enfrentamientos se emparejan de la siguiente forma:
  - 1.º vs. (4.º vs. 5.º)
  - 2.º vs. (3.º vs. 6.º)

- Final: La disputan los dos ganadores de las semifinales.

- Nota 1: Todas las llaves de segunda fase se juegan en partidos de ida y vuelta, comenzando la llave como local el equipo con menor puntaje en la primera fase.
- Nota 2: En caso de empate en puntos y diferencia de goles en cualquier llave, se definirá en tanda de penales. No se consideran los goles de visita.

## Equipos participantes
| Equipo             | Ciudad             | Estadio (Capacidad)       | Posición 2022      | Títulos (último) |
| ------------------ | ------------------ | ------------------------- | ------------------ | ---------------- |
| Academia           | Rondonópolis       | Caldeirão (19 000)        | 6.º                | 0                |
| Cacerense          | Cáceres            | Geraldão (6500)           | 2.º (2.ª división) | 1 (2007)         |
| Cuiabá             | Cuiabá             | Arena Pantanal (42 900)   | Campeón            | 11 (2022)        |
| Dom Bosco          | Cuiabá             | Dutrinha (7500)           | 4.º                | 6 (1991)         |
| Luverdense         | Lucas do Rio Verde | Passo das Emas (13 000)   | 3.º                | 3 (2016)         |
| Mixto              | Cuiabá             | Dutrinha (7500)           | 1.º (2.ª división) | 24 (2008)        |
| Nova Mutum         | Nova Mutum         | Valdir Doilho Wons (1200) | 7.º                | 1 (2020)         |
| Operário-VG        | Várzea Grande      | Dito Souza (5000)         | 8.º                | 12 (2002)        |
| Sport Sinop        | Sinop              | Gigante do Norte (13 000) | 5.º                | 0                |
| União Rondonópolis | Rondonópolis       | Caldeirão (19 000)        | 2.º                | 1 (2010)         |

| Crecimiento | Equipos provenientes del Campeonato Matogrossense de Segunda División 2022. |

## Primera fase

### Tabla de posiciones
| Pos. | Equipo             | Pts. | PJ | G | E | P | GF | GC | Dif. | Clasificación          |
| ---- | ------------------ | ---- | -- | - | - | - | -- | -- | ---- | ---------------------- |
| 1    | Cuiabá             | 27   | 9  | 9 | 0 | 0 | 26 | 4  | +22  | Semifinales.           |
| 2    | União Rondonópolis | 18   | 9  | 5 | 3 | 1 | 12 | 8  | +4   | Semifinales.           |
| 3    | Operário-VG        | 16   | 9  | 4 | 4 | 1 | 18 | 11 | +7   | Ronda previa.          |
| 4    | Dom Bosco          | 14   | 9  | 4 | 2 | 3 | 9  | 10 | −1   | Ronda previa.          |
| 5    | Luverdense         | 10   | 9  | 3 | 1 | 5 | 8  | 15 | −7   | Ronda previa.          |
| 6    | Academia           | 10   | 9  | 2 | 4 | 3 | 11 | 12 | −1   | Ronda previa.          |
| 7    | Nova Mutum         | 9    | 9  | 2 | 3 | 4 | 8  | 9  | −1   |                        |
| 8    | Mixto              | 9    | 9  | 2 | 3 | 4 | 9  | 13 | −4   |                        |
| 9    | Cacerense          | 8    | 9  | 2 | 2 | 5 | 7  | 12 | −5   | Descenso de categoría. |
| 10   | Sport Sinop        | 2    | 9  | 0 | 2 | 7 | 7  | 21 | −14  | Descenso de categoría. |

 Fuente: FMF
Criterios de clasificación: 1) Puntos; 2) Partidos ganados; 3) Diferencia de gol; 4) Goles anotados; 5) Enfrentamiento directo entre los equipos en cuestión; 6) Menor cantidad de tarjetas amarillas; 7) Menor cantidad de tarjetas rojas; 8) Sorteo.

### Resultados
| Local \ Visitante  | ACA | CAC | CUI | DOM | LUV | MIX | NOV | OPE | SIN | UNI |
| ------------------ | --- | --- | --- | --- | --- | --- | --- | --- | --- | --- |
| Academia           | —   | 4–1 | 0–3 | 0–1 | —   | 1–1 | —   | —   | —   | —   |
| Cacerense          | —   | —   | 0–1 | —   | 0–1 | —   | 1–0 | 2–2 | —   | —   |
| Cuiabá             | —   | —   | —   | —   | 5–0 | 4–1 | —   | 4–1 | 3–0 | 2–1 |
| Dom Bosco          | —   | 2–1 | 0–1 | —   | 2–1 | 1–1 | —   | —   | —   | 1–1 |
| Luverdense         | 2–1 | —   | —   | —   | —   | 1–1 | 0–1 | 0–2 | —   | 2–3 |
| Mixto              | —   | 0–1 | —   | —   | —   | —   | 1–0 | 1–2 | 3–2 | —   |
| Nova Mutum         | 0–0 | —   | 1–3 | 3–0 | —   | —   | —   | —   | 1–1 | —   |
| Operário-VG        | 2–2 | —   | —   | 2–0 | —   | —   | 1–1 | —   | —   | 0–0 |
| Sport Sinop        | 1–2 | 1–1 | —   | 0–2 | 0–1 | —   | —   | 1–6 | —   | —   |
| União Rondonópolis | 1–1 | 1–0 | —   | —   | —   | 1–0 | 2–1 | —   | 2–1 | —   |

## Fase final

#### Cuadro de desarrollo
|  | Ronda previa      | Ronda previa      | Ronda previa       | Ronda previa       | Ronda previa      |   |   | Semifinales               | Semifinales               | Semifinales               | Semifinales               | Semifinales               |  |   | Final          | Final          | Final          | Final          | Final          |  |
|  | 11 al 15 de marzo | 11 al 15 de marzo | 11 al 15 de marzo  | 11 al 15 de marzo  | 11 al 15 de marzo |   |   | 18 de marzo al 1 de abril | 18 de marzo al 1 de abril | 18 de marzo al 1 de abril | 18 de marzo al 1 de abril | 18 de marzo al 1 de abril |  |   | 5 y 8 de abril | 5 y 8 de abril | 5 y 8 de abril | 5 y 8 de abril | 5 y 8 de abril |  |
|  |                   |                   |                    |                    |                   |   |   |                           |                           |                           |                           |                           |  |   |                |                |                |                |                |  |
|  |                   |                   |                    |                    |                   |   |   |                           |                           |                           |                           |                           |  |   |                |                |                |                |                |  |
|  |                   |                   |                    |                    |                   |   |   |                           |                           |                           |                           |                           |  |   |                |                |                |                |                |  |
|  |                   |                   |                    |                    |                   |   |   |                           |                           |                           |                           |                           |  |   |                |                |                |                |                |  |
|  |                   |                   |                    |                    |                   |   |   |                           |                           |                           |                           |                           |  |   |                |                |                |                |                |  |
|  |                   | 1                 | Cuiabá             | 0                  | 5                 | 5 |   |                           |                           |                           |                           |                           |  |   |                |                |                |                |                |  |
|  |                   |                   |                    |                    |                   | 5 |   |                           |                           |                           |                           |                           |  |   |                |                |                |                |                |  |
|  |                   |                   | 5                  | Luverdense         | 0                 | 0 | 0 |                           |                           |                           |                           |                           |  |   |                |                |                |                |                |  |
|  | 4                 | Dom Bosco         | 5                  | Luverdense         | 0                 | 0 | 0 | 1                         | 0                         | 1                         |                           |                           |  |   |                |                |                |                |                |  |
|  | 4                 | Dom Bosco         |                    |                    |                   |   |   |                           |                           | 1                         |                           |                           |  |   |                |                |                |                |                |  |
|  | 5                 | Luverdense        | 3                  | 1                  | 4                 |   |   |                           |                           |                           |                           |                           |  |   |                |                |                |                |                |  |
|  | 5                 | Luverdense        | 3                  | 1                  | 4                 |   |   |                           |                           |                           |                           |                           |  | 1 | Cuiabá         | 2              | 1              | 3              |                |  |
|  |                   |                   |                    |                    |                   |   |   |                           |                           |                           |                           |                           |  | 1 | Cuiabá         | 2              | 1              | 3              |                |  |
|  |                   |                   | 2                  | União Rondonópolis | 0                 | 0 | 0 |                           |                           |                           |                           |                           |  |   |                |                |                |                |                |  |
|  |                   |                   | 2                  | União Rondonópolis | 0                 | 0 | 0 |                           |                           |                           |                           |                           |  |   |                |                |                |                |                |  |
|  |                   |                   |                    |                    |                   |   |   |                           |                           |                           |                           |                           |  |   |                |                |                |                |                |  |
|  |                   |                   |                    |                    |                   |   |   |                           |                           |                           |                           |                           |  |   |                |                |                |                |                |  |
|  |                   | 2                 | União Rondonópolis | 1                  | 1                 | 2 |   |                           |                           |                           |                           |                           |  |   |                |                |                |                |                |  |
|  |                   |                   |                    |                    |                   | 2 |   |                           |                           |                           |                           |                           |  |   |                |                |                |                |                |  |
|  |                   |                   | 3                  | Operário-VG        | 1                 | 0 | 1 |                           |                           |                           |                           |                           |  |   |                |                |                |                |                |  |
|  | 3                 | Operário-VG (p)   | 3                  | Operário-VG        | 1                 | 0 | 1 | 0                         | 1                         | 1 (4)                     |                           |                           |  |   |                |                |                |                |                |  |
|  | 3                 | Operário-VG (p)   |                    |                    |                   |   |   |                           |                           | 1 (4)                     |                           |                           |  |   |                |                |                |                |                |  |
|  | 6                 | Academia          | 1                  | 0                  | 1 (3)             |   |   |                           |                           |                           |                           |                           |  |   |                |                |                |                |                |  |
|  | 6                 | Academia          | 1                  | 0                  | 1 (3)             |   |   |                           |                           |                           |                           |                           |  |   |                |                |                |                |                |  |
|  |                   |                   |                    |                    |                   |   |   |                           |                           |                           |                           |                           |  |   |                |                |                |                |                |  |

Nota: El equipo que ocupa la primera línea es el que define la serie como local.

| Bandera del estado de Mato Grosso |
| Campeón                           |
| Cuiabá 12.° título                |

## Clasificación final
| Pos. | Equipo             | Pts. | PJ | G  | E | P | GF | GC | Dif. | Clasificación                                        |
| ---- | ------------------ | ---- | -- | -- | - | - | -- | -- | ---- | ---------------------------------------------------- |
| 1.°  | Cuiabá (C)         | 37   | 13 | 12 | 1 | 0 | 34 | 4  | +30  | Copa de Brasil 2024 y Copa Verde 2024.               |
| 2.°  | União Rondonópolis | 22   | 13 | 6  | 4 | 3 | 14 | 12 | +2   | Copa de Brasil 2024, Copa Verde 2024 y Serie D 2024. |
| 3.°  | Operário-VG        | 20   | 13 | 5  | 5 | 3 | 20 | 14 | +6   | Copa de Brasil 2024.                                 |
| 4.°  | Luverdense         | 17   | 13 | 5  | 2 | 6 | 12 | 21 | −9   |                                                      |
| 5.°  | Dom Bosco          | 14   | 11 | 4  | 2 | 5 | 10 | 14 | −4   |                                                      |
| 6.°  | Academia           | 13   | 11 | 3  | 4 | 4 | 12 | 13 | −1   |                                                      |
| 7.°  | Nova Mutum         | 9    | 9  | 2  | 3 | 4 | 8  | 9  | −1   |                                                      |
| 8.°  | Mixto              | 9    | 9  | 2  | 3 | 4 | 9  | 13 | −4   | Serie D 2024.                                        |
| 9.°  | Cacerense          | 8    | 9  | 2  | 2 | 5 | 7  | 12 | −5   | Segunda División 2024.                               |
| 10.° | Sport Sinop        | 2    | 9  | 0  | 2 | 7 | 7  | 21 | −14  | Segunda División 2024.                               |

Reglas de clasificación: 1) Puntos; 2) Partidos ganados; 3) Diferencia de gol; 4) Goles anotados; 5) Enfrentamiento directo entre los equipos en cuestión; 6) Menor cantidad de tarjetas amarillas; 7) Menor cantidad de tarjetas rojas; 8) Sorteo.